# Колепепе
Колепепе је насеље у Италији у округу Перуђа, региону Умбрија.
Према процени из 2011. у насељу је живело 1347 становника. Насеље се налази на надморској висини од 189 м.